# Eric van de Poele
Eric van de Poele (Verviers, Bélgica, 30 de septiembre de 1961) es un piloto de automovilismo de velocidad belga. Compitió dos temporadas en Fórmula 1, pero sus mayores éxitos los logró en resistencia.
Tiene el récord de victorias de las 24 Horas de Spa con cinco (1987, 1998, 2005, 2006 y 2008), venció en las 12 Horas de Sebring de 1995 y 1996, triunfó en la Petit Le Mans de 1998, y obtuvo el tercer puesto absoluto en las 24 Horas de Le Mans de 2001. Asimismo, obtuvo el Deutsche Tourenwagen Meisterschaft en 1987, y resultó tercero en el Campeonato IMSA GT 1998 y el Campeonato de España de Turismos de 1995.

## Inicios, turismos y ascenso a la Fórmula 1
En su inicio en el automovilismo, Van de Poele participó de la Fórmula 3 Francesa en 1984 y fue campeón de la Fórmula Ford Belga y Benelux en 1985. A fines de ese año, pasó a ser piloto de BMW en turismos. Luego de participar en el certamen belga, en 1987 ganó las 24 Horas de Spa y se coronó campeón en el Deutsche Tourenwagen Meisterschaft sin victorias, en ambos casos pilotando un BMW M3.
Van de Poele volvió a los monoplazas en 1989 al ascender a la Fórmula 3000 Internacional con el equipo GA Motorsports. Terminó quinto esa temporada con dos podios, y subcampeón en 1990 con tres victorias en Pau, Birmingham y Nogaro. En simultáneo, volvió a competir en el DTM con BMW, y pilotó sport prototipos en el Campeonato Mundial de Resistencia y el Campeonato IMSA GT.
A fines de 1990, Van de Poele realizó pruebas con Modena Team, un equipo de Fórmula 1. En 1991 dio el paso final a la Fórmula 1. No logró preclasificar en nueve de las diez primeras carreras, y llegó noveno en la que lo logró, San Marino. Logró preclasificar en los demás seis Grandes Premios, pero no pudo clasificar en ninguno. Van de Poele pasó al equipo Brabham para 1992. Llegó decimotercero en Sudáfrica y no clasificó en las siguientes nueve carreras. Las siguientes tres las disputó para Fondmetal: llegó décimo en Bélgica, clasificó y abandonó en las otras dos. No pudo correr las tres finales por falta de dinero. En 1993 fue piloto de pruebas de Tyrrell, tras lo cual abandonó los monoplazas y se dedicó a los automóviles con techo.

## Turismos y resistencia
La primera vez que disputó las 24 Horas de Le Mans fue en 1992, con un Peugeot 905 oficial de la clase principal que abandonó. También en 1992 llegó segundo en las 24 Horas de Spa. En 1993, Van de Poele compitió en el Procar Belga y resultó noveno en la Copa Mundial de Turismos en Monza. Al año siguiente, participó con malos resultados en el Campeonato Británico de Turismos para Nissan y luego corrió en el Campeonato IMSA GT, también abandonando en las 24 Horas de Le Mans con un Nissan de la clase IMSA GTS.
En 1995 y 1996, disputó el Campeonato de España de Turismos, siempre con Nissan, donde quedó tercero en 1995 con cuatro victorias y nueve podios, y quinto en 1996 con dos victorias y cinco podios. Sus participaciones en las 24 Horas de Le Mans resultaron en nuevos abandonos: en 1996 con una Ferrari de la clase WSC y un equipo totalmente belga, y en 1997 con un Nissan oficial de la clase GT1. Por el contrario, ganó las 12 Horas de Sebring de 1995 y 1996, la primera con una Ferrari y la segunda con Riley-Oldsmobile.
Van de Poele dejó de participar en turismos en 1997 y se dedicó a las carreras de resistencia, disputando el Campeonato IMSA GT para Doyle-Risi durante dos temporadas. Finalizó octavo con cuatro podios en 1997, y tercero en 1998 con dos victorias y seis podios. También en 1998, arribó octavo en Le Mans en 1998 y ganó la Petit Le Mans para Risi con una Ferrari en la clase LMP1.
En 1999, su Nissan oficial abandonó en Sebring y no largó Le Mans. En 2000, llegó sexto en Sebring y 22.º en Le Mans, en ambos casos con un Cadillac de la clase principal. En 2001 y 2002 formó parte del equipo oficial de Bentley, arribando tercero y cuarto en Le Mans respectivamente y ganando la clase LMGTP en ambas oportunidades, tras lo cual no volvió correr en La Sarthe hasta 2008. También en 2002, el belga abandonó en Sebring con un Panoz oficial de la clase LMP900. En 2003 llegó séptimo en Sebring con un Dallara-Judd de la clase principal.
Van de Poele se ausentó de Sebring hasta 2007, cuando abandonó con un Lola-Judd LMP2 del equipo Horag. Además, compitió en cinco carreras de la Le Mans Series para Horag, obteniendo una victoria de clase en los 1000 km de Monza y un tercer puesto en los 1000 km de Spa-Francorchamps.
El piloto disputó gran parte de la temporada 2008 de la Grand-Am Rolex Sports Car Series con sport prototipos del equipo Krohn y las dos fechas en Daytona en 2009, sin lograr ningún podio. Desde 2009 hasta 2010, el belga participó además en varias carreras de resistencia para Risi con una Ferrari F430 oficial de la clase GT2. En 2008 llegó tercero en su clase en Sebring, abandonó en su retorno a Le Mans y llegó cuarto en Petit Le Mans. En 2009 llegó sexto en GT2 en Sebring y tercero en su clase en Le Mans. En 2010 fue séptimo en la clase en Sebring y volvió a retirarse en Le Mans.
Simultáneamente, Van de Poele también compitió en numerosas ediciones de las 24 Horas de Spa del Campeonato FIA GT. Luego de abandonar en 2001, 2002, 2003 y 2004 con diversos equipos, ganó las ediciones 2005, 2006 y 2008, y llegó segundo en 2007, en las cuatro ocasiones con un Maserati MC12 del equipo oficial Vitaphone con Michael Bartels entre sus compañeros de butaca. En 2009 volvió con el mismo equipo pero con otros pilotos y abandonó. En 2010 volvió a disputar la carrera con una Ferrari F430 inscrito por AF Corse y Vitaphone, donde volvió a retirarse.
Por otra parte, el piloto disputó el Campeonato Belga de Turismos con un Volvo S60 oficial, resultando subcampeón en 2010 con cuatro victorias, y cuarto en 2011 con tres triunfos.

## Resultados

### Fórmula 1
(Clave) (negrita indica pole position) (cursiva indica vuelta rápida)

| Año     | Escudería                 | 1        | 2        | 3       | 4        | 5        | 6        | 7        | 8        | 9       | 10      | 11      | 12      | 13      | 14      | 15      | 16      | Pos. | Puntos |
| ------- | ------------------------- | -------- | -------- | ------- | -------- | -------- | -------- | -------- | -------- | ------- | ------- | ------- | ------- | ------- | ------- | ------- | ------- | ---- | ------ |
| 1991    | Modena Team SpA           | USA DNPQ | BRA DNPQ | SMR 9†  | MON DNPQ | CAN DNPQ | MEX DNPQ | FRA DNPQ | GBR DNPQ | GER DNQ | HUN DNQ | BEL DNQ | ITA DNQ | POR DNQ | ESP DNQ | JPN DNQ | AUS DNQ | NC   | 0      |
| 1992    | Motor Racing Developments | RSA 13   | MEX DNQ  | BRA DNQ | ESP DNQ  | SMR DNQ  | MON DNQ  | CAN DNQ  | FRA DNQ  | GBR DNQ | GER DNQ |         |         |         |         |         |         | NC   | 0      |
| 1992    | Fondmetal                 |          |          |         |          |          |          |          |          |         |         | HUN Ret | BEL 10  | ITA Ret | POR     | JPN     | AUS     | NC   | 0      |
| Fuente: |                           |          |          |         |          |          |          |          |          |         |         |         |         |         |         |         |         |      |        |